# 128P/Шумейкеров — Хольта
Комета Шумейкеров — Хольта 1 (128P/Shoemaker-Holt) — короткопериодическая комета из семейства Юпитера, которая была обнаружена 18 октября 1987 года американскими астрономами Кэролин и Юджином Шумейкерами, а также Генри Хольтом с помощью 0,46-м телескопа системы Шмидта Паломарской обсерватории. Она была описана как диффузный объект 14,5 m звёздной величины с сильной центральной конденсацией и небольшой комой, слегка вытянутой к юго-западу. Комета обладает довольно коротким периодом обращения вокруг Солнца — чуть более 9,5 лет.

Орбита кометы Шумейкеров — Хольта 1 и её положение в Солнечной системе

Используя 7 позиций, полученных в период с 18 по 23 октября, Дэниэл Э. Грин к 26 октября рассчитал первую эллиптическую орбиту кометы. После всех уточнений оказалось, что комета должна была пройти перигелий 21 мая 1988 года на расстоянии 3,05 а. е. от Солнца и имела период обращения 9,6 года. Это позволило астрономам предсказать, что следующее возвращение в перигелий произойдёт 20 ноября 1997 года. Комета была восстановлена почти за год до этого, — 19 сентября 1996 года американским астрономом Джеймсом Скотти с помощью 0,91-метровом телескопа обсерватории Китт-Пик в виде звёздоподобного объекта магнитудой 20,7 m. Текущие позиции кометы указывали, что прогноз требовал корректировки всего на −0,89 суток. В это возвращение комета должна была быть намного более слабой, чем в год открытия — около 18,0 m и, первоначально, так и было. Но, за 4 месяца до прохода перигелия, она вдруг начала быстро светлеть, превысив в перигелии ожидаемую яркость на 4,0 m звёздных величины и достигнув максимума яркости 1987 года. Примерно в это же время на снимках кометы был обнаружен второй компонент кометы, располагавшийся в 4 " угловых секундах от основного ядра, что и спровоцировало всплеск магнитуды. Вскоре после того, как 27 ноября комета подошла к Земле на минимальное расстояние в 2,06 а. е., её яркость достигла своего максимального значения в 14,9 m, а кома выросла до 0,8 ' угловых минут в поперечнике.

## Сближения с планетами
В течение XX и XXI веков комета трижды подойдёт к Юпитеру на расстояние менее 1 а. е., причём все эти три сближения будут очень тесными и сопровождаться серьёзными изменениями орбиты. Одно из таких сближений, в 1982 году, привело к переходу кометы во внутреннюю часть Солнечной системы, что впервые сделало её видимой. Но очередное сближение с Юпитером в 2029 году вновь отодвинет перигелий от Солнца, в результате чего даже в перигелии максимальная яркость кометы не превысит 22,0 m звёздных величин. 
- 0,24 а. е. от Юпитера 14 июня 1953 года;
- 0,12 а. е. от Юпитера 1 июля 1982 года (способствовало открытию);
  - уменьшение расстояния перигелия с 4,2 а. е. до 3,1 а. е.;
- 0,28 а. е. от Юпитера 5 июля 2029 года;
  - увеличение расстояние перигелия с 3,1 а. е. до 4,1 а. е.